# Polygala pennellii
Polygala pennellii är en jungfrulinsväxtart som beskrevs av Sidney Fay Blake. Polygala pennellii ingår i släktet jungfrulinssläktet, och familjen jungfrulinsväxter. Inga underarter finns listade i Catalogue of Life.